# STAY (氷室京介の曲)
「STAY」（ステイ）は、1996年6月24日に発売された氷室京介の12枚目のシングル。

## 解説
- 10thシングル「VIRGIN BEAT」以来の1位を獲得。
- 氷室のシングルでは4番目のヒットとなった。

## 収録曲
1. STAY
  - 作詞：松井五郎 / 作曲：氷室京介 / 編曲：氷室京介、美久月千晴

TBS系列『CDTV』6月度オープニングテーマ。
氷室の楽曲では「JEALOUSYを眠らせて」以来の演奏がフェードアウトしない曲である。
なお、この曲のプロモーションビデオはジョージ・ルーカスが設立した制作会社、ILM/インダストリアル・ライト&マジック（Industrial Light & Magic）が製作に関わっている。
6thアルバム『MISSING PIECE』の1曲目を飾るナンバーで、アルバムに収録されているものはシングルバージョンよりキーが若干高い。
また次曲「PLEASURE SKIN」とはっきりトラック分けされておらず、この曲のアウトロに被さる形で次曲が始まるように作られている。
2. MISSING PIECE
  - 作詞：松井五郎 / 作曲：氷室京介、佐橋佳幸 / 編曲：佐橋佳幸

## 収録アルバム
STAY
- MISSING PIECE
- Collective SOULS 〜THE BEST OF BEST〜
- Case of HIMURO
- 20th Anniversary ALL SINGLES COMPLETE BEST JUST MOVIN' ON 〜ALL THE-S-HIT〜
- L'EPILOGUE

MISSING PIECE
- MISSING PIECE
- Collective SOULS 〜THE BEST OF BEST〜
- KYOSUKE HIMURO 25th Anniversary BEST ALBUM GREATEST ANTHOLOGY

## ライブ映像作品
STAY
- SOUL STANDING BY〜
- 20th ANNIVERSARY TOUR 2008 JUST MOVIN' ON -MORAL〜PRESENT-
- KYOSUKE HIMURO COUNTDOWN LIVE CROSSOVER 05-06 1st STAGE/2nd STAGE
- 20th Anniversary TOUR 2008 JUST MOVIN' ON -MORAL〜PRESENT- Special Live at the BUDOKAN

MISSING PIECE
- KYOSUKE HIMURO TOUR2010-11 BORDERLESS 50×50 ROCK'N'ROLL SUICIDE
- KYOSUKE HIMURO TOUR2010-11 BORDERLESS 50×50 ROCK'N'ROLL SUICIDE at BUDOKAN